# Ондердендам
Ондердендам (нід. Onderdendam) — село в нідерландській провінції Гронінген. Входить до муніципалітету Гет-Гогеланд.
Його площа — 6,00 км², а населення станом на 2021 рік становило 575 осіб.

## Галерея

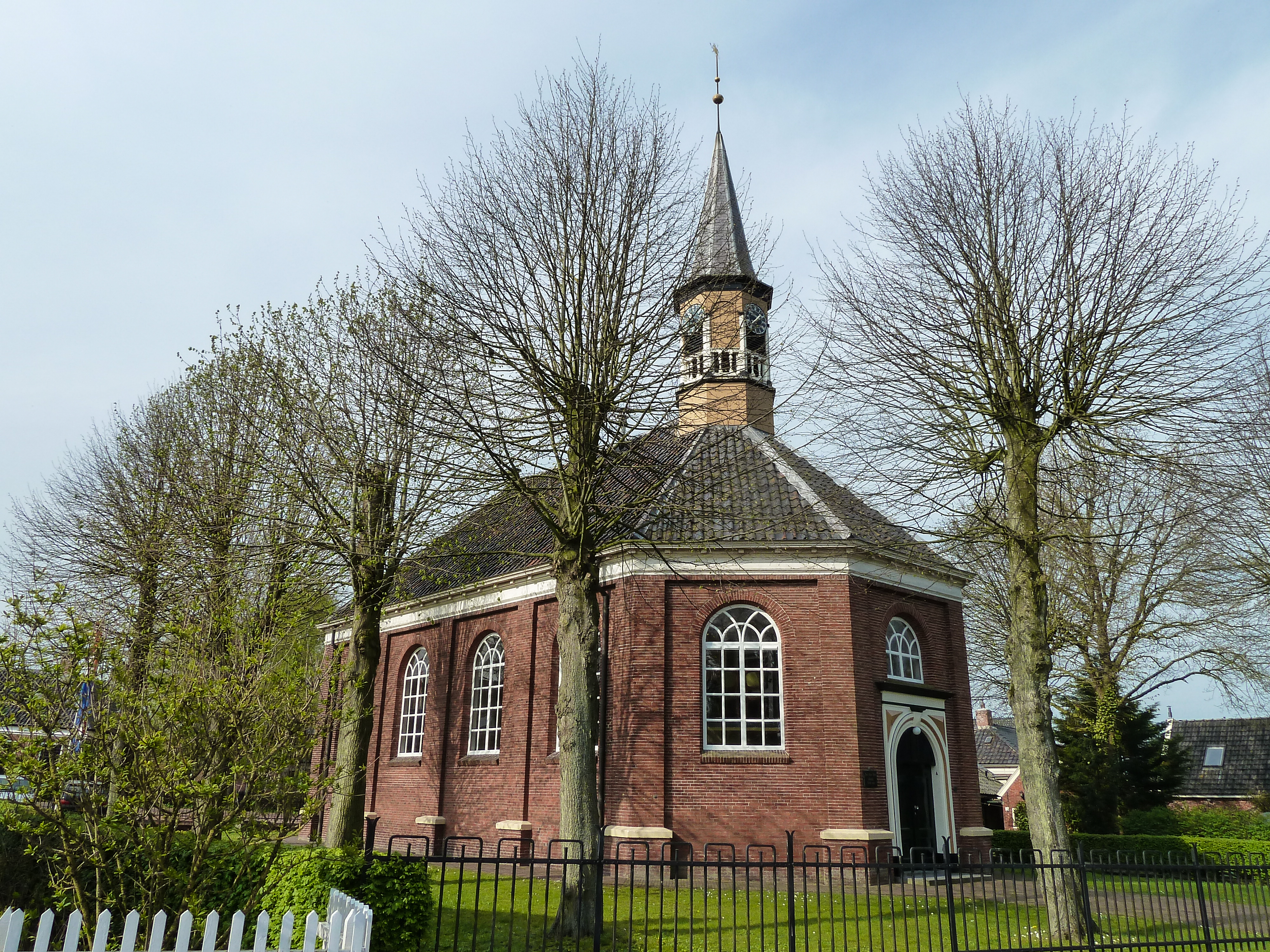
Реформістська церква
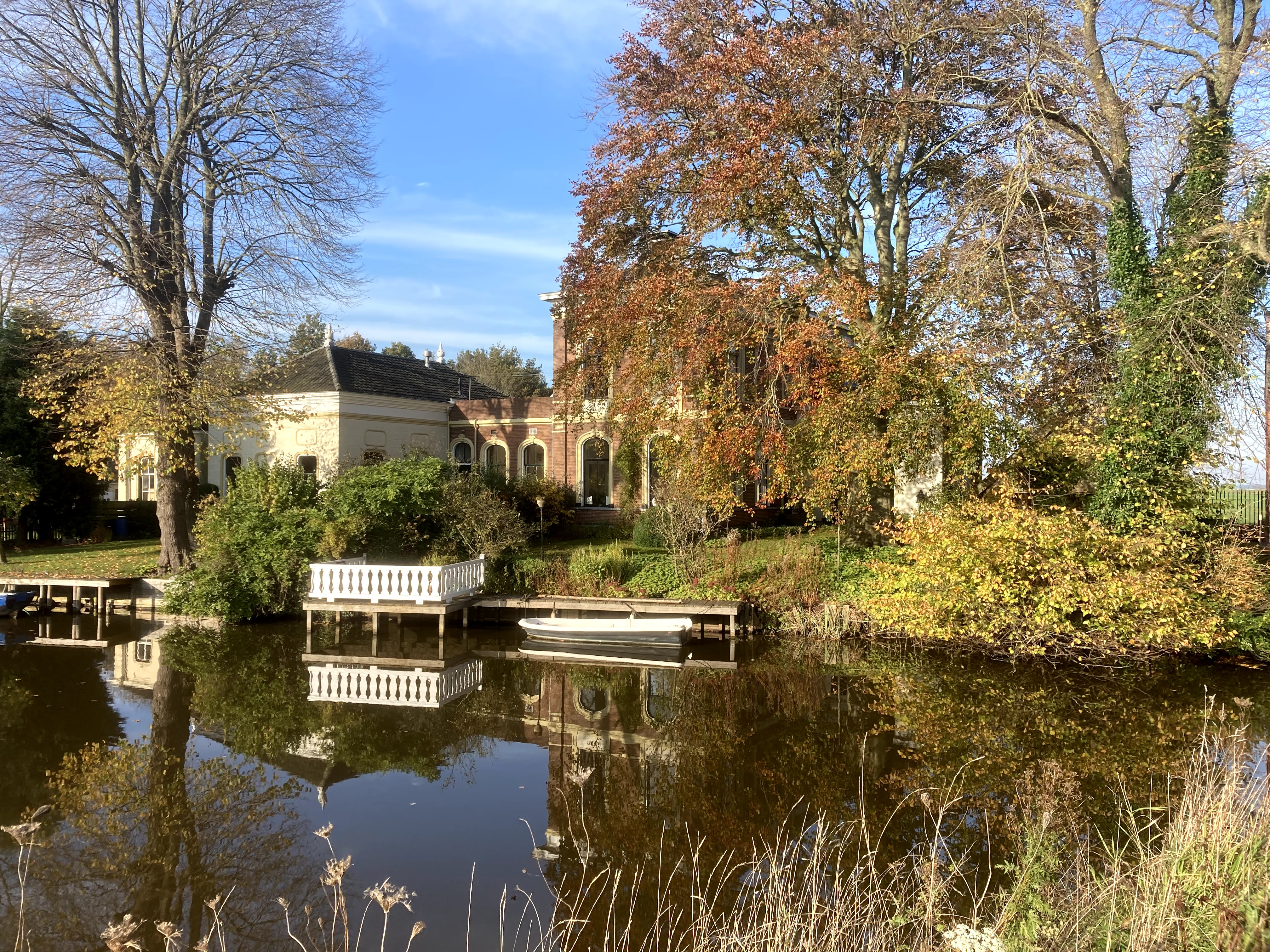
Канал в Ондердендамі
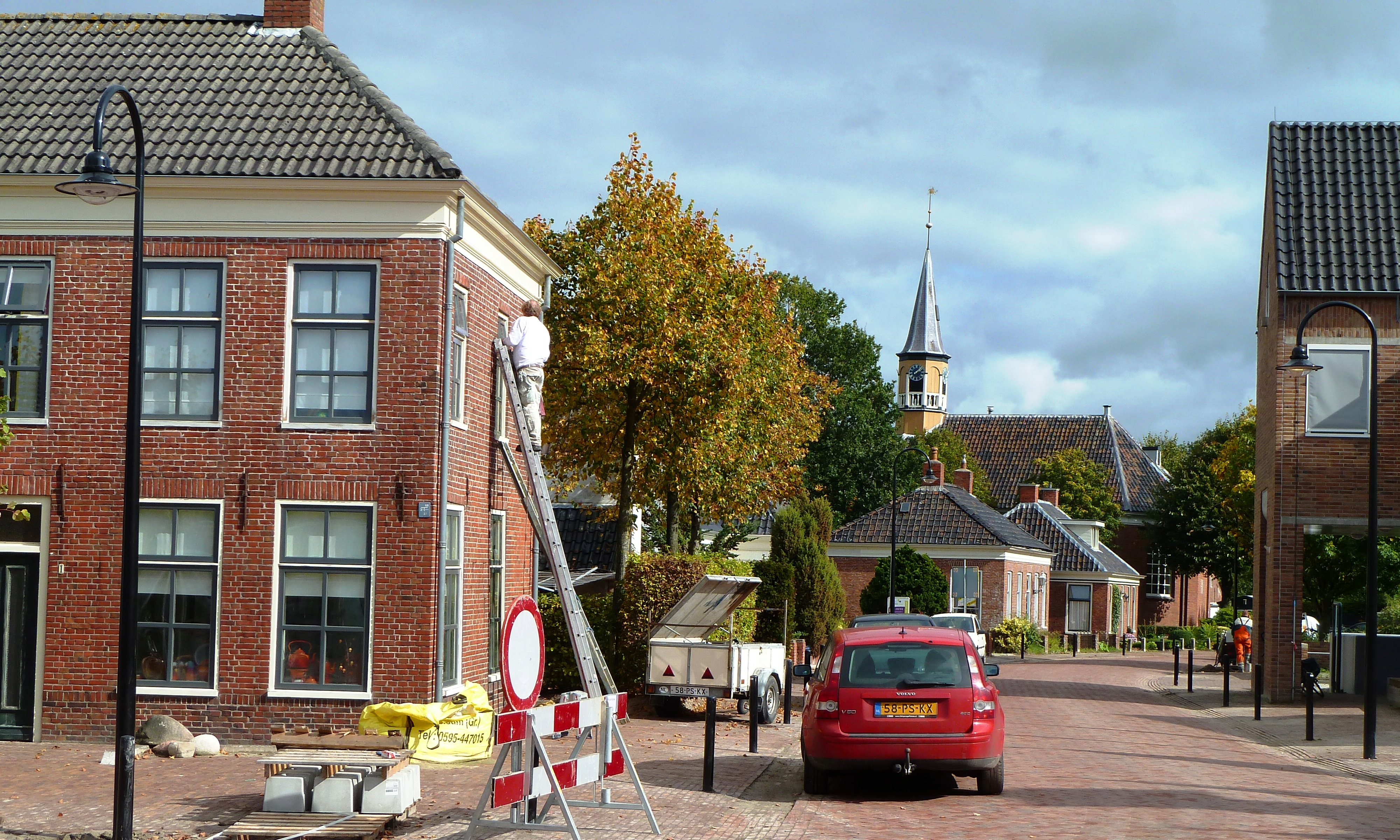
Вулична панорама
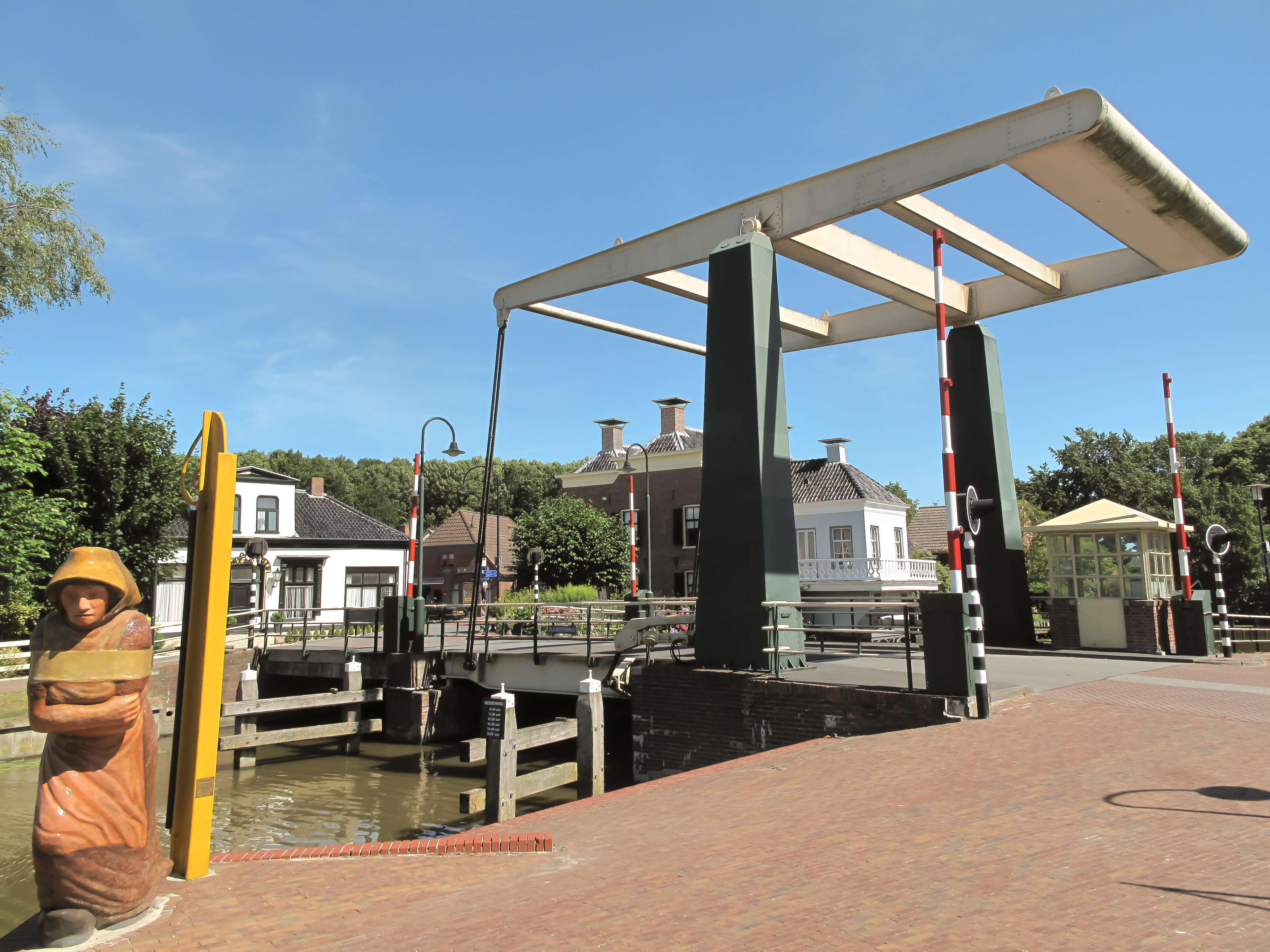
Розвідний міст